# Diacyclops chakan
Diacyclops chakan är en kräftdjursart som beskrevs av Fiers och Reid in Fiers et al. 1996. Diacyclops chakan ingår i släktet Diacyclops och familjen Cyclopidae. Inga underarter finns listade i Catalogue of Life.